# Дискредитация
Дискредита́ция (от фр. discréditer — «подрывать доверие») — умышленные действия, направленные на подрыв авторитета, имиджа и доверия к кому-либо, умаление его достоинства и авторитета.
Кроме того, совершение должностным лицом действий, явно подрывающих в глазах граждан достоинство и авторитет органов власти, рассматривается как дискредитирование власти.

## Применение
В политике дискредитация используется, чтобы нанести ущерб оппонентам, уменьшая их силу убеждения и (в демократических странах) их шансы на победу на выборах или заставляя их уйти в отставку. Политическая дискредитация является одним из инструментов, используемых различными спецслужбами. К ней прибегают как в демократических, так и в авторитарных государствах.
Для реализации дискредитации используется определённый репертуар речевых приёмов: это тактики обвинения, нагнетания отрицательного, например, нанизывание отрицательных фактов или последствий; также применяются тактики непрямых оскорблений, навешивания ярлыков, умаляющих сравнений и т. д. Достижению цели способствуют использование метафор с негативной оценочностью, приёмы иронии и сарказма.
В бизнесе к дискредитации прибегают для того, чтобы испортить репутацию продуктов конкурентов среди клиентов. Например, распространение слухов о поглощении или объявление о предстоящем появлении продукта на рынке может создать у публики впечатление, что у аналогичного продукта конкурента нет будущего.
С помощью дискредитации знаменитостей можно целенаправленно прервать или, по крайней мере, усложнить карьеру. Метафорически говорят об убийстве репутации.

## Юридический аспект

### Россия
Начиная с 5 марта 2022 в Российской Федерации действует поправка к Уголовному кодексу, известная как УК РФ Статья 280.3, использующая понятие дискредитации: 

Публичные действия, направленные на дискредитацию использования Вооружённых Сил Российской Федерации в целях защиты интересов Российской Федерации и ее граждан, поддержания международного мира и безопасности, исполнения государственными органами Российской Федерации своих полномочий, оказания добровольческими формированиями, организациями или лицами содействия в выполнении задач, возложенных на Вооружённые Силы Российской Федерации или войска национальной гвардии Российской Федерации.